# Kazimierz Nycz

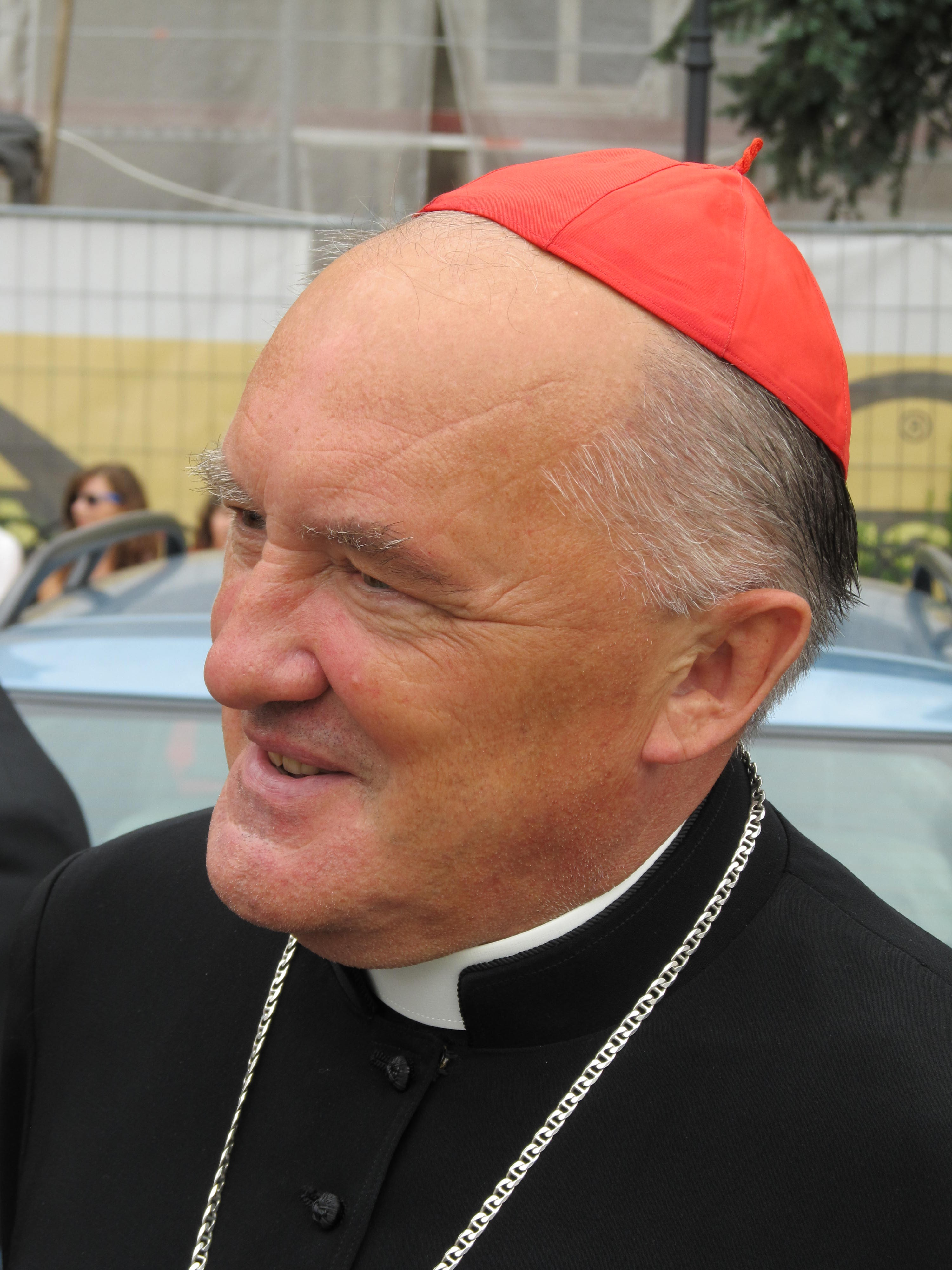
Kazimierz Kardinal Nycz, Erzbischof von Warschau (2011)

Kazimierz Kardinal Nycz (* 1. Februar 1950 in Stara Wieś, Polen) ist ein polnischer Geistlicher und emeritierter römisch-katholischer Erzbischof von Warschau.

## Leben
Kazimierz Nycz wurde in Stara Wieś, dem „Alten Dorf“ in der Nähe von Auschwitz, geboren. 1967 trat er in das Priesterseminar in Krakau ein und studierte Theologie und Philosophie. Am 8. Mai 1972 wurde Kazimierz Nycz vom damaligen Erzbischof von Krakau Kardinal Karol Józef Wojtyla zum Diakon geweiht. Am 20. Mai 1973 empfing Kazimierz Nycz das Sakrament der Priesterweihe durch den Krakauer Weihbischof Julian Groblicki. Er war zwei Jahre Kaplan in Jaworzno-Szczakowa und Raciborowice Górne. 1976 beendete er ein Theologiestudium an der Päpstlichen Theologischen Fakultät Krakau. Das 1977 begonnene Doktoratsstudium an der Katholischen Universität Lublin beendete er 1981 mit der Arbeit „Realizacja odnowy katechetycznej Soboru Watykańskiego II w archidiecezji krakowskiej” (deutsch: „Die Umsetzung der katechetischen Erneuerung des Zweiten Vatikanischen Konzils in der Erzdiözese Krakau“).
Ab 1981 wurde er für die Abteilung für die Katechese in der Metropolitan-Kurie von Krakau tätig. Zudem wurde Kazimierz Nycz Mitarbeiter in der Pfarrseelsorge von Skawina tätig. 1987 wurde er Dozent für Katechetik an der Päpstlichen Theologischen Akademie in Krakau und Subregens des Priesterseminars von Krakau.
Am 14. Mai 1988 ernannte ihn Papst Johannes Paul II. zum Titularbischof von Villa Regis und zum Weihbischof in Krakau. Die Bischofsweihe empfing er am 4. Juni desselben Jahres durch Franciszek Kardinal Macharski. Mitkonsekratoren waren der Bischof von Tarnów, Erzbischof Jerzy Karol Ablewicz, und der Bischof von Częstochowa, Stanisław Nowak. Sein bischöflicher Wahlspruch ist “Ex hominibus, pro hominibus” (deutsch: „Von den Menschen und für die Menschen“). Von 1988 bis 2004 war er zudem Generalvikar des Erzbistums Krakau. Er organisierte die letzten drei Aufenthalte von Johannes Paul II. in Krakau.
Am 9. Juni 2004 berief ihn Papst Johannes Paul II. zum Bischof von Koszalin-Kołobrzeg.
Am 26. November 1999 wählte ihn die Polnische Bischofskonferenz zum Präsidenten der Kommission für das katholische Bildungswesen mit einem besonderen Fokus auf die Katechese. Er entwickelte die Lehrschreiben „Der Lehrplan der Religion“ (Program nauczania religii), „Curriculum Katechismus der Katholischen Kirche in Polen“ (Podstawa programowa katechezy Kościoła katolickiego w Polsce) und „Direktorium für die Katechese der katholischen Kirche in Polen“ (Dyrektorium katechetyczne Kościoła katolickiego w Polsce). Seit Dezember 2004 war Nycz Mitglied des ständigen Rates der Polnischen Bischofskonferenz. Er war Vorsitzender des Stiftungsrates der Stiftung Werk des neuen Jahrtausends. Er war Vorsitzender des Prüfungsausschusses und Mitglied des Ständigen Ausschusses, dem Rat für die sozialen Kommunikationsmittel und des Gremiums für Soziale Aspekte.
Am 3. März 2007 ernannte ihn Papst Benedikt XVI. zum Erzbischof von Warschau als Nachfolger des zurückgetretenen Erzbischofs Stanisław Wielgus. Die kanonische Besitzergreifung der Erzdiözese durch die Inthronisation des neuen Erzbischofs in der Warschauer Johanneskathedrale fand am 1. April 2007 statt. Am 9. Juni desselben Jahres wurde er zudem zum Ordinarius für die byzantinischen Gläubigen in Polen ernannt.
Im Konsistorium vom 20. November 2010 nahm ihn Papst Benedikt XVI. als Kardinalpriester mit der Titelkirche Santi Silvestro e Martino ai Monti in das Kardinalskollegium auf.
Im Januar 2013 sprach sich Kazimierz Nycz gegen die staatliche Anerkennung homosexueller Paare aus. Nach dem Rücktritt Benedikts XVI. nahm Kardinal Nycz am Konklave 2013 teil.
Vom 1. Juli bis zum 31. Dezember 2019 verwaltete er zusätzlich das Bistum Płock als Apostolischer Administrator, dessen Bischof Piotr Libera sich auf eigenen Wunsch für ein halbes Sabbatjahr in einem Kamaldulenserkloster aufhielt.
Im Dezember 2023 gab er bekannt, dass er altersbedingt dem Papst seinen Amtsverzicht angeboten habe.
Im Oktober 2024 forderte Nycz in Reaktion auf Reformpläne der Regierung Tusk III, dass mindestens eine Stunde katholischer Religionsunterricht pro Woche für alle Schüler absolut verpflichtend werden müsse. Dabei differenzierte er nicht zwischen den Schülern katholischer Religionszugehörigkeit sowie anderen. Kurz vor Ende seiner kirchlichen Laufbahn sprach er sich im Oktober 2024 für die Anerkennung eingetragener Partnerschaften aus und mahnte bei Laien und Priesterschaft Toleranz für Homosexuelle an. Dafür wurde er von rechten Politikern angegriffen.
Am 4. November 2024 nahm Papst Franziskus das vorzeitige Rücktrittsgesuch von Kazimierz Nycz an. Am 8. März 2025 nahm der Papst auch seinen Rücktritt als Ordinarius für die byzantinischen Gläubigen in Polen an.

## Wappen und Wahlspruch

### Weihbischof in Krakau
Der Wappenschild zeigt auf blauem Grund ein goldenes Kreuz mit einem verlängerten Querbalken. Unter dem Kreuz Maria, das Gnadenbild von Kalwaria Zebrzydowska ein Wallfahrtsort in der Diözese Krakau. Das Wappen ist dem Papstwappen Johannes Paul II. nachempfunden, das ebenfalls unter einem verlängerten Querbalken des Kreuzes ein M, symbolisch – Maria unter dem Kreuz – darstellt.
Hinter dem Wappenschild stehend das Bischofskreuz, darüber der grüne Bischofshut (Galero) mit sechs grünen Quasten (fiocchi) darunter der Wahlspruch.
Sein Wahlspruch Ex Hominibus pro Hominibus („von den Menschen für die Menschen“) entstammt dem Brief des Apostels Paulus an die Hebräer (Heb 5,1 ).

### Bischof von Koszalin-Kołobrzeg

Kardinalswappen (seit 2010)

Der Wappenschild zeigt auf blauem Grund einen roten Querbalken von links oben nach rechts unten verlaufend. Oben rechts eine rote und eine silber/weiße Krone, links einen goldenen Hirtenstab (Bischofsstab) und ein Paddel gekreuzt, darüber eine silber/weiße Mitra. Unten die silberweißen Wellenlinien.
Das Wappen nimmt Bezug auf Auschwitz den Geburtsort von Kazimier Nyzc. Der rote Querbalken symbolisiert das Martyrium, aber auch die Passion Christi. Die beiden Kronen (rot für Martyrer/weiß für Bekenner) am blauen Himmel, symbolisch für alle Opfer im Konzentrationslager Auschwitz, die die Krone des Lebens im Himmel erringen. Stab, Paddel und Mitra gehören zu den Insignien oder Pontifikalien eines katholischen Bischofs.
Die Wellenlinien stehen für den Lebensraum Ostsee, an deren Küstenstreifen das Bistum Koszalin-Kołobrzeg in der Woiwodschaft Pommern liegt.
Darüber die Bischofsattribute (grüner Galero mit rechts und links sechs fiocchi), unten im Schriftband der Wahlspruch.

### Erzbischof von Warschau und Kardinal
Der Wappenschild zeigt auf rotem Grund das goldene Kreuz, noch deutlicher auf den verehrten Papst Johannes Paul II. hinweisend, darunter eine silber/weiße Taube, als Sendung des Heiligen Geistes, darunter der Mantel, als Symbol für die Erzdiözese Warschau und drei silber/weiße Tropfen, das Wasser der Taufe.
Hinter dem Wappenschild aufrecht stehend das Doppelkreuz eines Erzbischofs und der grüne Galero mit zehn Quasten in vier Reihen, rechts und links herabhängend. Unterhalb des Schildes das Schriftband mit dem Wahlspruch. Mit seiner Ernennung zum Kardinal umgibt den Wappenschild ein roter Galero und jeweils fünfzehn rote Quasten in fünf Reihen.

## Mitgliedschaften

### Römische Kurie
Kazimiercz Nycz ist Mitglied folgender Dikasterien der Römischen Kurie:
- Kongregation für den Gottesdienst und die Sakramentenordnung (seit 2010)[14]
- Kongregation für den Klerus (seit 2010,[14] bestätigt 2014[15])
- Päpstlicher Rat für die Kultur (bestätigt 2014, bis 2022)[16]
- Dikasterium für die Kultur und die Bildung (seit 2023)[17]

### Sonstige Mitgliedschaften

#### Ritterorden vom Heiligen Grab zu Jerusalem
Der Großmeister des Ritterordens vom Heiligen Grab zu Jerusalem, Edwin Frederick Kardinal O’Brien, ernannte ihn 2013 zum Großkreuzritter und Großprior der Polnischen Statthalterei des Ritterordens vom Heiligen Grab zu Jerusalem. Er trat die Nachfolge von Józef Kardinal Glemp an. Die Amtseinführung fand am 29. August 2013 in der Johanneskathedrale in Warschau statt.

#### Souveräner Malteserorden
Der Großmeister des Souveränen Malteserordens, Fra’ Matthew Festing, ernannte ihn 2015 zum Ehren- und Devotions-Großkreuz-Bailli.